# Kao Cheng-jui
Kao Cheng-jui (Taipei, 11 januari 1996) is een Taiwanees professioneel tafeltennisser. Hij speelt rechtshandig met de shakehandgreep.

## Belangrijkste resultaten
- Brons met het team op de wereldkampioenschappen 2024.